# Hayastani Ankaxowt'yan Gavat' 2011-2012
La Coppa dell'Indipendenza 2011-2012 è stata la 21ª edizione della Coppa nazionale armena. Il torneo è iniziato il 19 novembre 2011 ed è terminato il 29 aprile 2012. Lo Širak ha vinto la coppa per la prima volta, battendo in finale l'Impuls, ed è stato ammesso al primo turno di qualificazione della UEFA Europa League 2012-2013.

## Formula
Alla Coppa hanno partecipato solo le 8 squadre della Bardsragujn chumb 2011. Quarti di finale e semifinali si sono giocate con partite di andata e ritorno, la finale in gara unica.

## Quarti di finale
Le partite di andata si sono giocate il 19 e il 20 novembre 2011, quelle di ritorno il 23 e il 24 novembre.
| Squadra 1 | Totale | Squadra 2   | Andata | Ritorno |
| --------- | ------ | ----------- | ------ | ------- |
| Ganjasar  | 0 – 2  | Impuls      | 0 – 1  | 0 – 1   |
| Ulisses   | 5 – 4  | Ararat      | 3 – 1  | 2 – 3   |
| P'yownik  | 1 – 3  | Mika Erevan | 0 – 0  | 1 – 3   |
| Širak     | 2 – 1  | Banants     | 2 – 1  | 0 – 0   |

## Semifinali
Le partite di andata giocano il 17 e il 18 marzo 2012, il ritorno l'11 e il 12 aprile.
| Squadra 1 | Totale      | Squadra 2   | Andata | Ritorno |
| --------- | ----------- | ----------- | ------ | ------- |
| Impuls    | 2 – 1       | Ulisses     | 2 – 1  | 0 – 0   |
| Širak     | 2 – 2 (gfc) | Mika Erevan | 0 – 1  | 2 – 1   |

## Finale
| Arbitro: | De Marco |

|        |           |  |
| Ly 38’ | Marcatori |  |